# Michael Petrasso
Michael Petrasso, né le 9 juillet 1995 à Toronto, est un joueur international canadien de soccer. Il joue au poste de milieu de terrain.

## Biographie

### Carrière en club
Michael Petrasso évolue au sein de centre de formation du Toronto FC de 2010 à 2012. Il rejoint alors la formation du Queens Park Rangers en Angleterre. A l'occasion notamment de plusieurs prêts, il évolue en deuxième et en troisième division anglaise.
Après six années passées à QPR, il retourne au Canada et intègre l'Impact de Montréal le 18 janvier 2018 à l'âge de 22 ans.

### Carrière internationale
Il participe avec l'équipe du Canada des moins de 17 ans à la Coupe du monde des moins de 17 ans 2011 organisée au Mexique. Lors du mondial junior, il joue trois matchs : contre l'Uruguay, l'Angleterre, et le Rwanda.
Il dispute ensuite le championnat de la CONCACAF des moins de 20 ans en 2013 puis en 2015. Lors de l'édition 2015 organisée en Jamaïque, il inscrit un but contre Haïti.
Il reçoit sa première sélection en équipe du Canada le 3 juin 2016, en amical contre l'Azebaïdjan (match nul 1-1).
Le 27 juin 2017, il fait partie des 23 appelés par le sélectionneur national Octavio Zambrano pour la Gold Cup 2017.